# Новая попытка Кейт Макколл
«Новая попытка Кейт Макколл» (англ. The Trials of Cate McCall) — американский фильм-драма режиссёра и сценариста Карен Монкрифф при участии Кейт Бекинсейл, Ника Нолти, Джеймса Кромвелла, Марка Пеллегрино и Клэнси Брауна.

## Сюжет
Кейт Макколл (Кейт Бекинсейл) — проблемный молодой юрист, которая из-за проблем с алкоголем потеряла успешную работу и отдалилась от своей семьи. В целях восстановления родительских прав и возвращения на прежнюю карьерную ступень она берётся за непростое дело молодой девушки Лейси, которая была ошибочно осуждена за убийство. Кейт находит всё новые доказательства невиновности Лейси, при этом пытаясь бороться с личными неурядицами. Но многие мужчины готовы пойти слишком на многое, дабы дискредитировать как Кейт, так и её подзащитную.

## В ролях
| Актёр                 | Роль               |
| --------------------- | ------------------ |
| Кейт Бекинсейл        | Кейт Макколл       |
| Ник Нолти             | Бриджес            |
| Джеймс Кромвелл       | судья Самптер      |
| Клэнси Браун          | Бринкернофф        |
| Дейл Дикки            | миссис Стаббс      |
| Марк Пеллегрино       | детектив Уэлч      |
| Тэй Диггз             | Остин Моусли       |
| Исайя Вашингтон       | Уилсон             |
| Дэвид Лайонс          | Джош               |
| Брендан Секстон III   | Расти              |
| Кэти Бейкер           | психиатр           |
| Майкл Хайетт          | Ферн               |
| Ава Колкер            | Огги, дочь Кейт    |
| Дебора Ван Валкенберг | судья Уэндер       |
| Джей Томас            | Лонкрэйн           |
| Брэд Гринквист        | доктор Эннис       |
| Анна Анисимова        | Лейси              |
| Кэти Калин Райан      | мисс Тимминс       |
| Джозеф Лайл Тейлор    | Дункан             |
| Дейв Вескио           | мужчина с плакатом |